# 669 Wschodni Batalion
669 Wschodni Batalion (niem. Ost-Bataillon 669), nazwany później 669 Batalionem Rosyjskim (Russisches Bataillon 669) – kolaboracyjny oddział wojskowy Wehrmachtu podczas II wojny światowej.

## Historia
Został sformowany 14 stycznia 1943 r. w północnej Rosji na bazie sześciu kompanii III batalionu 16 Pułku Freijäger działającego w składzie niemieckiej 16 Armii. 16 Pułk był oddziałem antypartyzanckim składającym się z Rosjan. Batalion stacjonował we wsi Gorodowik nad rzeką Polist. W listopadzie 1943 r. batalion przydzielono niemieckiej 7 Armii, stacjonującej w okupowanej północno-zachodniej części Francji. W maju 1944 r. przeniesiono go do Leuze. 6 lipca tego roku przemianowano go na 669 Batalion Rosyjski. Działał w Belgii, zaś na pocz. września wycofał się do Bastogne, gdzie wszedł w skład Kräftegruppe „Bastogne”. Wkrótce przeszedł do Heubergu. W sierpniu przeszedł do obozu szkoleniowego w Münsingen. W grudniu brał udział w składzie 2 Dywizji Pancernej SS „Das Reich” w niemieckiej ofensywie w Ardenach. Liczył jedynie trzy słabe kompanie bez broni ciężkiej (poza 3 działkami ppanc. 45 mm). Na pocz. marca 1945 r. prawdopodobnie został rozformowany, zaś jego żołnierze weszli w skład 600 Dywizji Piechoty i 650 Dywizji Piechoty, czyli 1 i 2 Dywizji Sił Zbrojnych Komitetu Wyzwolenia Narodów Rosji.